# 효과적 가속주의
효과적 가속주의(effective accelerationism) 또는 준말 e/acc는 명시적으로 기술 친화적 입장을 옹호하는 21세기 철학 운동이다. 지지자들은 무제한적인 기술 진보(특히 인공지능이 주도하는)가 빈곤, 전쟁, 기후 변화와 같은 보편적인 인간 문제에 대한 해결책이라고 믿는다. 이들은 자신들을 기술 혁신에 대한 보다 신중한 견해에 대한 균형추로 여기며, 종종 반대자들에게 "두머"(doomers) 또는 "역성장"(decels)이라는 경멸적인 딱지를 붙인다.
이 운동은 유토피아적인 의미를 담고 있으며 인간이 생존을 보장하고 우주 전체에 의식을 전파하려면 더 빨리 발전하고 건설해야 한다고 주장한다. 창립자인 기욤 베르동(Guillaume Verdon)과 가명인 베이즈로드(Bayeslord)는 이를 "의식의 다음 진화를 선도하여 상상할 수 없는 차세대 생명체를 창조하는" 방법으로 보고 있다.
효과적 가속주의는 비주류 운동으로 묘사되었지만 2023년에 주류 가시성을 얻었다. 투자자 마크 앤드리슨, 게리 탠(Garry Tan) 및 마틴 슈크렐리를 포함한 다수의 유명 실리콘 밸리 인사들은 공개 소셜 미디어 프로필에 "e/acc"를 추가하여 명시적으로 지지했다.

## 같이 보기
- 트랜스휴머니즘